# Mistrzostwa Polski Par Klubowych na Żużlu 1977

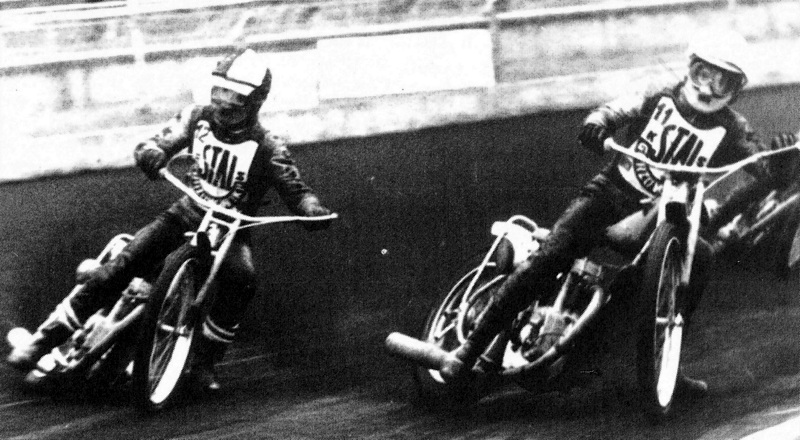
MPPK na Żużlu 1977 - mistrzowska para - (od lewej: Bogusław Nowak i Jerzy Rembas)

Mistrzostwa Polski Par Klubowych na Żużlu 1977 – zawody żużlowe, mające na celu wyłonienie medalistów mistrzostw Polski par klubowych w sezonie 1977. Rozegrano cztery turnieje ćwierćfinałowe, dwa półfinałowe oraz finał, w którym zwyciężyli zawodnicy Stali Gorzów Wielkopolski.

## Finał
- Ostrów Wielkopolski, 18 sierpnia 1977

| Miejsce | Kluby                 | Suma | Zawodnicy                              | Punkty                            |
| ------- | --------------------- | ---- | -------------------------------------- | --------------------------------- |
| złoto   | Stal Gorzów Wlkp.     | 26   | Jerzy Rembas Bogusław Nowak            | 14 (3,3,3,2,3,d) 12 (2,2,1,3,2,2) |
| srebro  | Włókniarz Częstochowa | 21   | Andrzej Jurczyński Czesław Goszczyński | 16 (3,3,2,3,2,3) 5 (2,0,0,1,1,1)  |
| brąz    | Kolejarz Opole        | 20   | Leonard Raba Franciszek Stach          | 16 (3,3,3,3,1,3) 4 (1,0,1,1,0,1)  |
| 4       | Sparta Wrocław        | 18   | Bolesław Gorczyca Robert Słaboń        | 8 (2,1,3,0,2,0) 10 (0,2,2,2,1,3)  |
| 5       | Polonia Bydgoszcz     | 16   | Andrzej Koselski Marian Zaranek        | 10 (0,2,0,2,3,3) 6 (1,1,2,0,0,2)  |
| 6       | ROW Rybnik            | 15   | Andrzej Tkocz Piotr Pyszny             | 7 (3,1,3,d,–,–) 8 (0,d,1,2,3,2)   |
| 7       | Stal Toruń            | 4    | Janusz Plewiński Jerzy Kniaź           | 1 (d,1,–,–,–,–) 3 (1,2,–,–,–,–)   |
| –       | rezerwa toru          | –    | Krzysztof Kałuża Jan Chudzikowski      | 3 (0,1,2,d) 3 (1,0,1,0,1)         |